# Heinrich Knirr
Heinrich Knirr (Pancsova, 1862. szeptember 2. – Staudach, 1944. május 26.) vajdasági születésű német festő. Műfaji jeleneteiről és portréiról ismert, de tájképeket és csendéleteket is készített. A legismertebb Adolf Hitler 1937-es hivatalos portréjának megalkotásáról ismert, és ő az egyetlen művész, aki személyesen festette meg Hitlert.

## Élete
Pancsovában (a mai Szerbia területén) született. A bécsi Képzőművészeti Akadémián tanult Christian Griepenkerl és Carl Wurzinger mellett, majd a müncheni Képzőművészeti Akadémiára járt, ahol Gabriel von Hackltól és Ludwig Löfftztől vett leckéket.
1888-ban Münchenben magánfestőiskolát alapított, amely Európa-szerte nagyon népszerű volt. 1898-tól 1910-ig a müncheni akadémián is tanított. Tagja volt a müncheni szecessziónak, majd a bécsi szecessziónak is.
Életképeket, arcképeket festett realisztikus stílusban. 1914-től Starnbergben élt. 1922-ben Münchenben a Heinemann galériában volt kollektív kiállítása. Egy képe megtalálható a velencei modern képtárban. Válságos pillanatok c. festményét a budapesti Szépművészeti Múzeum őrzi.
Paul Klee volt a tanítványa.